# 保淑帝姬
保淑帝姬（1106年—1107年），宋徽宗之女。母大王贵妃。
宋徽宗大觀元年（1107年）七月封保庆公主，閏十月公主早卒夭折，追封魯国公主。政和三年（1113年），改公主号为帝姬，国号改为二字美名，政和四年（1114年）十二月，追封保淑帝姬。